# Dante Ulivi
Dante Ulivi (Monte San Savino, 1868 – Milano, 1953) è stato un pallonista italiano, giocatore di pallone col bracciale.

## Biografia
Dante Ulivi si dimostrò campione di pura classe e giocatore eclettico, capace di competere ad alto livello in tutti i ruoli. Il fuoriclasse toscano aveva doti atletiche e tecniche singolari; il suo modo serio e professionale di gestire la sua carriera era ammirato da tutti. Ulivi era stimato nel vivace ambiente del pallone col bracciale poiché era corretto in campo e fuori: un gentiluomo dello sferisterio. 
Edmondo De Amicis, che vide giocare il grande atleta a Torino, lo immortalò nel suo famoso libro Gli azzurri e i rossi:  La correttezza e la grazia della scuola toscana sono incarnate nell'Ulivi, una figura di giovane amoroso di compagnia drammatica, battitore, spalla e terzino di egual valentia, il giocatore più sereno della squadra, il solo che non nomini mai invano il nome di Dio, e simpatico a tutti…. 
La passione per l'attività agonistica indusse Ulivi a disputare tornei sino l'età di 47 anni, ovviamente negli ultimi anni non giocò al massimo livello. Il celebre campione gestì gli sferisteri di Livorno e Arezzo poi nel 1912 si trasferì a Milano dove visse il resto della sua vita. 